# جان جوزيف رابريفيلو
جان جوزيف رابريفيلو (بالفرنسية: Jean-Joseph Rabearivelo) (و. 1901 – 1937 م) هو شاعر، وكاتب، ومترجم  مدغشقري، ولد في أنتاناناريفو، توفي في أنتاناناريفو، عن عمر يناهز 36 عاماً ، بسبب تسمم بالسيانيد.

## التعليم
تعلم في College of Saint Michael, Amparibe ‏
.